# Pordenone Calcio 2018-2019
Questa voce raccoglie le informazioni riguardanti il Pordenone Calcio nelle competizioni ufficiali della stagione 2018-2019.

## Stagione
Nella stagione 2018-2019 il Pordenone guidato da Attilio Tesser ha disputato il girone B del campionato di Serie C, vincendolo con 73 punti, con 6 punti di vantaggio sulla Triestina seconda, ottenendo per la prima volta la promozione in Serie B. I neroverdi hanno completato la loro stagione trionfale, con la conquista della Supercoppa di Serie C, vinta per la prima volta, superando Virtus Entella e Juve Stabia, che hanno vinto gli altri due gironi della Serie C, salite in Serie B con Trapani e Pisa che hanno vinto i Play-off. Il Pordenone in questa stagione disputa anche la Coppa Italia Tim Cup dove nel primo turno ha superato (0-1) l'Albinoleffe, poi nel secondo turno ha pareggiato (2-2) a Pescara, ma viene eliminato dagli abruzzesi perdendo (4-3) dopo i calci di rigore. Mentre nella Coppa Italia di Serie C i neroverdi escono subito superati (0-1) dal Vicenza.

## Divise e sponsor
Lo sponsor tecnico per la stagione 2018-2019 è Joma, mentre gli sponsor ufficiali sono Assiteca e Castello.
| Casa | Trasferta |

## Organigramma societario
Area direttiva
- Presidente: Mauro Lovisa

Area organizzativa
- Dirigente: Enrico Pitau
- Team manager: Francesco Rosanda

Area tecnica
- Allenatore: Attilio Tesser
- Allenatore in seconda: Mark Strukelj
- Collaboratore tecnico: Andrea Toffolo
- Preparatore atletico: Ivano Tito
- Preparatore dei portieri: Leonardo Cortiula

Area sanitaria
- Medici sociali: Stefano Bressan
- Massofisioterapista: Alessandro Marzotto, Luigi Zanusso

## Rosa
Di seguito la rosa tratta dal sito internet ufficiale della società:
| N. |                   | Ruolo | Calciatore               |
| -- | ----------------- | ----- | ------------------------ |
| 1  | Italia (bandiera) | P     | Giacomo Bindi            |
| 2  | Italia (bandiera) | D     | Niccolò Nardini          |
| 3  | Italia (bandiera) | D     | Michele De Agostini      |
| 4  | Italia (bandiera) | D     | Mirko Stefani (capitano) |
| 5  | Italia (bandiera) | C     | Francesco Bombagi        |
| 6  | Italia (bandiera) | D     | Alberto Barison          |
| 7  | Italia (bandiera) | C     | Davide Gavazzi           |
| 8  | Italia (bandiera) | C     | Salvatore Burrai         |
| 9  | Italia (bandiera) | A     | Domenico Germinale       |
| 10 | Italia (bandiera) | A     | Emanuele Berrettoni      |
| 11 | Italia (bandiera) | D     | Daniel Semenzato         |
| 12 | Italia (bandiera) | P     | Flavio Lonoce            |
| 13 | Italia (bandiera) | A     | Patrick Ciurria          |
| 14 | Italia (bandiera) | D     | Alessandro Vogliacco     |
| 15 | Italia (bandiera) | C     | Filippo Damian           |

| N. |                   | Ruolo | Calciatore             |
| -- | ----------------- | ----- | ---------------------- |
| 16 | Italia (bandiera) | C     | Matteo Consorti        |
| 17 | Italia (bandiera) | A     | Simone Magnaghi        |
| 18 | Italia (bandiera) | A     | Marco De Anna          |
| 18 | Italia (bandiera) | A     | Matteo Rover           |
| 19 | Italia (bandiera) | A     | Marco Zamuner          |
| 20 | Italia (bandiera) | A     | Pier Francesco Bertoli |
| 20 | Italia (bandiera) | C     | Roberto Zammarini      |
| 21 | Italia (bandiera) | C     | Gianvito Misuraca      |
| 22 | Italia (bandiera) | P     | Marco Meneghetti       |
| 24 | Italia (bandiera) | D     | Gianluca Frabotta      |
| 25 | Italia (bandiera) | D     | Filippo Florio         |
| 26 | Italia (bandiera) | D     | Alessandro Bassoli     |
| 27 | Italia (bandiera) | A     | Leonardo Candellone    |
| 28 | Italia (bandiera) | C     | Marco Cotali           |

## Risultati

### Serie C - girone B

#### Girone di andata
| Arbitro: | Di Cairano (Ariano Irpino) |

|                              |           |                   |
| Semenzato 10’ Candellone 34’ | Marcatori | 90+2’ A. Ferrante |

| Arbitro: | Clerico (Torino) |

|              |           |                             |
| Giorgione 3’ | Marcatori | 22’ Magnaghi 35’ Candellone |

| Arbitro: | Acanfora (Castellammare di Stabia) |

|                |           |  |
| Candellone 42’ | Marcatori |  |

| Arbitro: | Cudini (Fermo) |

|                                     |           |                            |
| Arlotti 45’ Buonaventura 75’ (rig.) | Marcatori | 48’ Barison 79’ Candellone |

| Arbitro: | Rutella (Enna) |

|               |           |            |
| De Marchi 40’ | Marcatori | 69’ Burrai |

| Arbitro: | Sozza (Seregno) |

|            |           |                |
| Burrai 42’ | Marcatori | 59’ N. Bianchi |

| Arbitro: | Paterna (Teramo) |

|            |           |                    |
| Olcese 20’ | Marcatori | 54’, 76’ Germinale |

| Arbitro: | G. Miele (Nola) |

|                             |           |               |
| De Agostini 69’ Barison 86’ | Marcatori | 30’ Venitucci |

| Arbitro: | Maranesi (Ciampino) |

|  |           |                       |
|  | Marcatori | 31’ (rig.) Giandonato |

| Arbitro: | Ayroldi (Molfetta) |

|                      |           |                             |
| Stanco 5’ Signori 8’ | Marcatori | 60’ Ciurria 76’ De Agostini |

| Arbitro: | Camplone (Pescara) |

|                 |           |                         |
| De Agostini 19’ | Marcatori | 5’ Malomo 45’ Procaccio |

| Arbitro: | Santoro (Messina) |

|  |           |                            |
|  | Marcatori | 8’ Candellone 85’ Magnaghi |

| Arbitro: | Robilotta (Sala Consilina) |

|            |           |  |
| Burrai 27’ | Marcatori |  |

| Arbitro: | Cipriani (Empoli) |

|              |           |               |
| De Cenco 76’ | Marcatori | 81’ Germinale |

| Arbitro: | Guida (Salerno) |

|                                |           |           |
| De Agostini 23’ Candellone 25’ | Marcatori | 83’ Siani |

| Arbitro: | Amabile (Vicenza) |

|  |           |                            |
|  | Marcatori | 19’ Gavazzi 36’ Candellone |

| Arbitro: | Carella (Bari) |

|               |           |  |
| Berrettoni 9’ | Marcatori |  |

| Arbitro: | De Santis (Lecce) |

|              |           |                |
| D. Rocco 90’ | Marcatori | 30’ Berrettoni |

| Arbitro: | Meleleo (Casarano) |

|                                |           |                       |
| Barison 28’ Dametto 83’ (aut.) | Marcatori | 67’ Guerra 72’ Legati |

#### Girone di ritorno
| Arbitro: | Marcenaro (Genova) |

|  |           |                              |
|  | Marcatori | 84’ Semenzato 90+4’ Magnaghi |

| Arbitro: | Cosso (Reggio Calabria) |

|                       |           |  |
| Berrettoni 48’ (rig.) | Marcatori |  |

| Arbitro: | D. Miele (Torino) |

|                  |           |                            |
| Danti 57’ (rig.) | Marcatori | 7’ Magnaghi 85’ Berrettoni |

| Arbitro: | Gariglio (Pinerolo) |

|                |           |                           |
| Berrettoni 13’ | Marcatori | 26’ Montanari 55’ Arlotti |

| Arbitro: | Natilla (Molfetta) |

|                             |           |  |
| Ciurria 44’ De Agostini 63’ | Marcatori |  |

| Arbitro: | Vigile (Cosenza) |

|                |           |                |
| Maistrello 84’ | Marcatori | 70’ Candellone |

| Arbitro: | Rutella (Enna) |

|                |           |  |
| Candellone 56’ | Marcatori |  |

| Arbitro: | D'Ascanio (Ancona) |

|               |           |            |
| De Sena 90+1’ | Marcatori | 43’ Burrai |

| Arbitro: | Marchetti (Ostia Lido) |

|  |           |                   |
|  | Marcatori | 81’ (rig.) Burrai |

| Arbitro: | Marcenaro (Genova) |

|             |           |             |
| Gavazzi 11’ | Marcatori | 25’ Fissore |

| Arbitro: | Ayroldi (Molfetta) |

|                |           |                                 |
| Costantino 75’ | Marcatori | 2’ Candellone 44’ (rig.) Burrai |

| Arbitro: | Amabile (Vicenza) |

|                |           |              |
| Candellone 11’ | Marcatori | 35’ D'Errico |

| Arbitro: | Camplone (Pescara) |

|                 |           |               |
| Vantaggiato 69’ | Marcatori | 45+1’ Bombagi |

| Pordenone 31 marzo 2019 33ª giornata | Pordenone      | 0 – 0 | Südtirol | Stadio Ottavio Bottecchia\| Arbitro: \| Carella (Bari) \| |
| Arbitro:                             | Carella (Bari) |       |          |                                                           |

| Ravenna 7 aprile 2019 34ª giornata | Ravenna                | 0 – 0 | Pordenone | Stadio Bruno Benelli\| Arbitro: \| Marchetti (Ostia Lido) \| |
| Arbitro:                           | Marchetti (Ostia Lido) |       |           |                                                              |

| Arbitro: | Pasciuta (Agrigento) |

|                                                     |           |  |
| Zammarini 6’ Magnaghi 11’ Burrai 29’ Candellone 36’ | Marcatori |  |

| Arbitro: | Nicoletti (Catanzaro) |

|                          |           |                  |
| Casiraghi 44’ (rig.), 9’ | Marcatori | 25’, 55’ Barison |

| Arbitro: | Santoro (Messina) |

|                                        |           |              |
| Candellone 13’ Ciurria 32’ Barison 38’ | Marcatori | 34’ F. Perna |

| Arbitro: | Marotta (Sapri) |

|                    |           |                                   |
| Scarsella 15’, 46’ | Marcatori | 54’ (rig.) Bombagi 66’ Candellone |

### Coppa Italia Tim Cup
| Arbitro: | Annaloro (Collegno) |

|  |           |               |
|  | Marcatori | 90+1’ Bombagi |

| Arbitro: | Di Martino (Teramo) |

|                                                        |                      |                                                    |
| Brugman 45’ Cocco 69’                                  | Marcatori            | 68’ (rig.) Burrai 79’ Magnaghi                     |
| Brugman Monachello Machin Gravillon Bunino M. Proietti | Tiri di rigore 4 – 3 | De Agostini Burrai Bombagi Ciurria Stefani Bertoli |

### Coppa Italia Serie C
| Arbitro: | Colombo (Como) |

|  |           |          |
|  | Marcatori | 58’ Arma |

### Supercoppa di Serie C
| Chiavari 11 maggio 2019 Prima giornata | Virtus Entella | 0 – 0 | Pordenone | Stadio Comunale di Chiavari\| Arbitro: \| Curti (Milano) \| |
| Arbitro:                               | Curti (Milano) |       |           |                                                             |

| Arbitro: | D. Miele (Torino) |

|                                                       |           |  |
| Candellone 28’ De Agostini 47’ Pio Schiavi 52’ (aut.) | Marcatori |  |